# Niż Islandzki

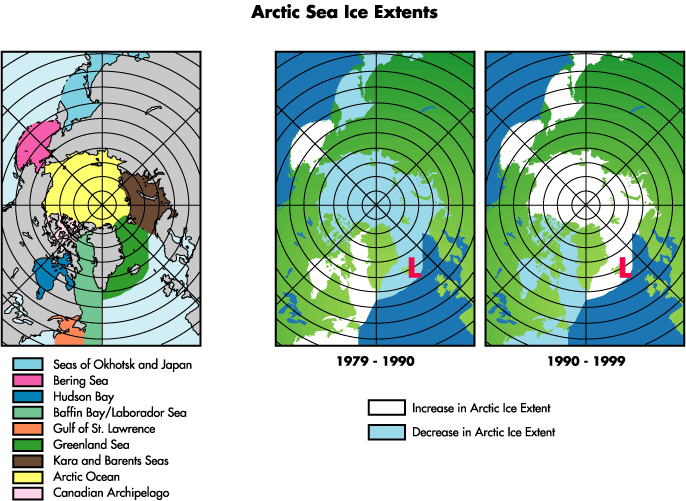
Te mapy półkuli północnej pokazują pokrywę lodu. Białym kolorem zaznaczono obszary, gdzie pokrywa lodu wzrastała, a na niebiesko obszary, gdzie malała

Niż Islandzki – klimatyczny niż baryczny z centrum między Islandią a Grenlandią. W zimie występuje także nad Morzem Barentsa.

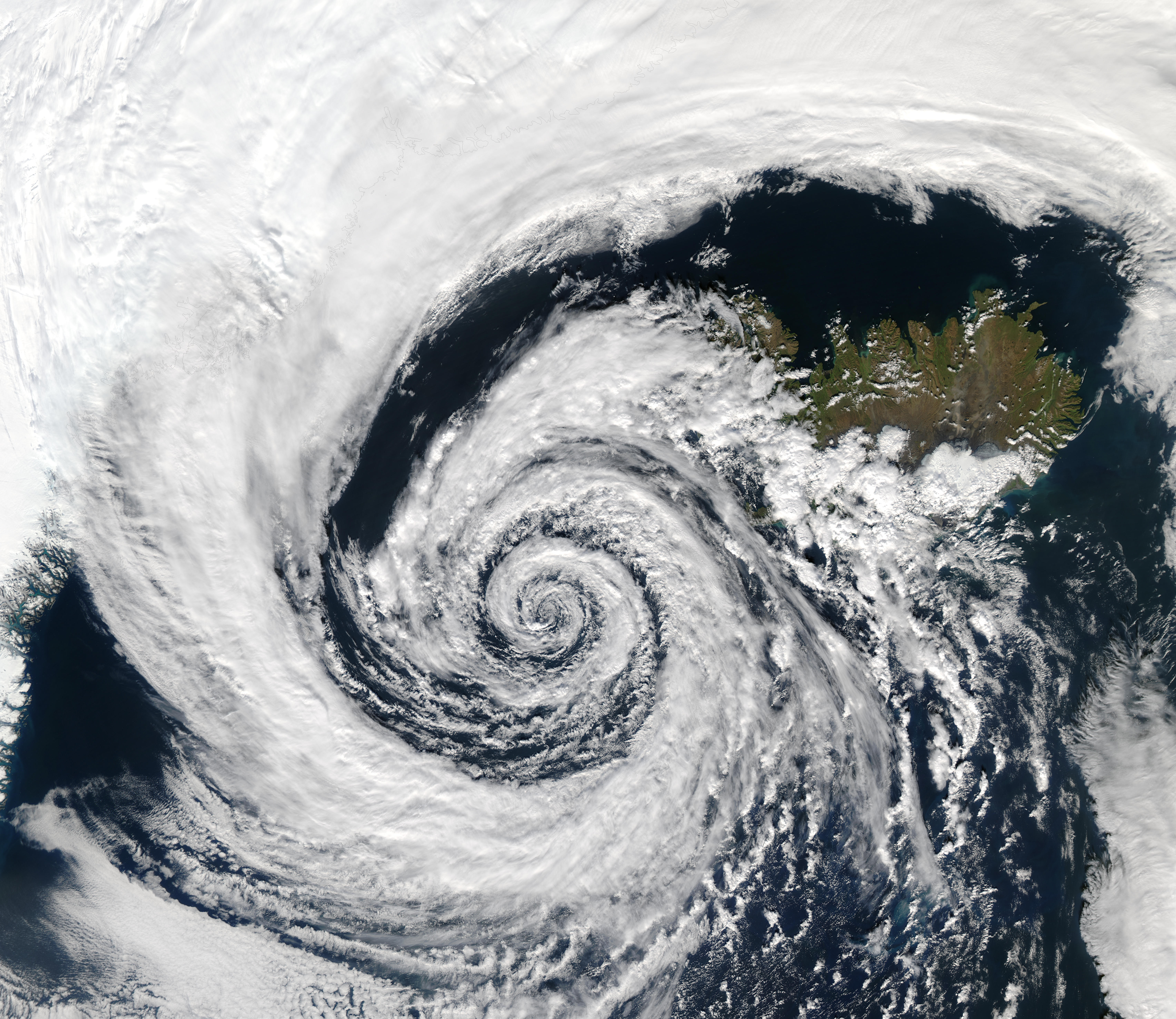
Niż koło Islandii, 4 września 2003

## Znaczenie Niżu Islandzkiego
Niż Islandzki występuje klimatycznie (czyli prawie cały czas) koło Islandii i jego intensywność wpływa na warunki pogodowe w Europie i obszarach polarnych. Dość często rozważany jest w kombinacji z Wyżem Azorskim (oscylacja północnoatlantycka).
Jednym z przykładów wpływu intensywności Niżu Islandzkiego na klimat i pogodę jest pokrywa lodu w Arktyce. Na rysunku pokazane są trzy mapy. Po lewej stronie jest mapa pokazująca dziewięć rozważanych obszarów. Po prawej dwie mapy ilustrują zmianę pokrywy lodu. Białym kolorem są zaznaczone obszary, gdy pokrywa lodu wzrastała, a niebieskim obszary, gdy pokrywa lodu malała. Pierwsza mapa pokazuje okres od 1979 do 1990, kiedy indeks NAO wzrastał – związane jest to ze wzrostem pokrywy lodu na zachód od Islandii (spływ zimnego powietrza z północy). Druga mapa dotyczy okresu od 1990 do 1999, kiedy pokrywa lodu na północny wschód od Islandii malała w związku z transportem cieplejszego powietrza.